# Galt (Califórnia)
Galt é uma cidade localizada no estado americano da Califórnia, no Condado de Sacramento. Foi incorporada em 16 de agosto de 1946.

## Geografia
De acordo com o United States Census Bureau, a cidade tem uma área de 15,38 km², onde 15,36 km² estão cobertos por terra e 0,03 km² por água.

### Localidades na vizinhança
O diagrama seguinte representa as localidades num raio de 24 km ao redor de Galt.

## Demografia
Segundo o censo nacional de 2010, a sua população é de 23 647 habitantes e sua densidade populacional é de 1 539,66 hab/km². Possui 7 678 residências, que resulta em uma densidade de 499,91 residências/km².